# Покачі
Покачі́ (рос. Покачи) — місто у складі Ханти-Мансійського автономного округу Тюменської області, Росія. Адміністративний центр та єдиний населений пункт Покачівського міського округу.
Населення — 17874 особи (2018, 17171 у 2010, 17017 у 2002).